# Friedrich Anton Wilhelm Miquel
Friedrich Anton Wilhelm Miquel (24 de outubro de 1811 – 23 de janeiro de 1871) foi um botânico neerlandês.
Dirigiu os Hortos Botânicos de Rotterdam (1835–1846), de Amsterdam (1846–1859) e de Utrecht (1859–1871), assim como o Rijksherbarium de Leiden (1862-1871).
Acumulou uma ampla coleção da flora da Austrália e das Índias Orientais Holandesas, graças a uma extensa rede de correspondentes. 
Descreveu muitas famílias importantes da flora australiana e indonésia, entre as quais estão: Casuarinaceae, Myrtaceae, Piperaceae e Polygonaceae. 

## Obra
- Genera Cactearum, Rotterdam, 1839
- Monographia Cycadearum, Utrecht, 1842
- Systema Piperacearum, Rotterdam,1843-1844
- Illustrationes Piperacearum, Bonn, 1847
- Cycadeae quaedam Americanae, partim novae. Amsterdam, 1851.
- Flora Indiae batavae, Amsterdam, 1855-1859
- De Palmis Archipelagi Indici observationes novae. Amsterdam, 1868.

## Homenagens
O gênero Miquelia Meisn., da família Icacinaceae, foi nomeado em sua honra.